# Pastizio
Il pastizio (in greco παστίτσιο, pastítsio) è un piatto tradizionale della cucina greca, e diffuso nell'area del Mediterraneo orientale. Gli ingredienti fondamentali sono un tipo di pasta tubulare, simile agli ziti italiani (ma più lunghi), un preparato a base di carne trita, pomodoro e spezie, simile al ragù; la preparazione è guarnita da besciamella e formaggio grattugiato come kefalotyri o graviera. La cottura è quindi completata al forno e servita come piatto principale.  Molto simile allo Mpurnatu, piatto tipico di Campobello di Licata (AG).

## Origine
Il pastizio prende il nome dalla più vasta famiglia italiana di preparati che va comunemente sotto il nome generico di pasticci, una categoria di preparazioni alimentari da forno che comprendono una parte esterna a base di farina e un ripieno che può variare nelle maniere più disparate. Risalendo ulteriormente nel tempo, è evidente che il nome "pasticcio" derivi a sua volta dal latino pasticium, che indicava un preparato a base di pasta.

## Descrizione

### Grecia
Nella tipica versione greca, il pastizio è composto da diversi strati sovrapposti, quello  inferiore certamente costituito dalla pasta, preferibilmente di grano tenero per facilitare la manipolazione, uno intermedio con carne trita di varia origine a seconda delle abitudini di chi la prepara cucinata con pomodoro e spezie (generalmente almeno noce moscata e cannella). La carne - a seconda delle differenti ricette - può essere di bovino, di maiale, di agnello o una mistura tra queste. Lo strato superiore è composto nuovamente di pasta, a cui viene sovrapposta la besciamella. Prima di infornare, la superficie è spolverizzata con formaggio grattugiato, che sarà dorato aggiungendo un aroma caratteristico alla preparazione quando sia servita fresca.

### Cipro
Nell'isola di Cipro esiste un piatto strettamente simile chiamato maccheroni al forno (greco: μακαρόνια του φούρνου, macarónia tu fúrnu; turco: fırında makarna). Si tratta di un piatto tradizionalmente offerto in occasione dei matrimoni e nel periodo di Pasqua, quando si serve con gli spiedini di carne arrosto. La parte interna può variare, ma generalmente è composta di carne di maiale, raramente pomodoro, insaporita da menta, cannella e prezzemolo. Sopra tutto si usa spargere formaggio halloumi o anari.

### Egitto

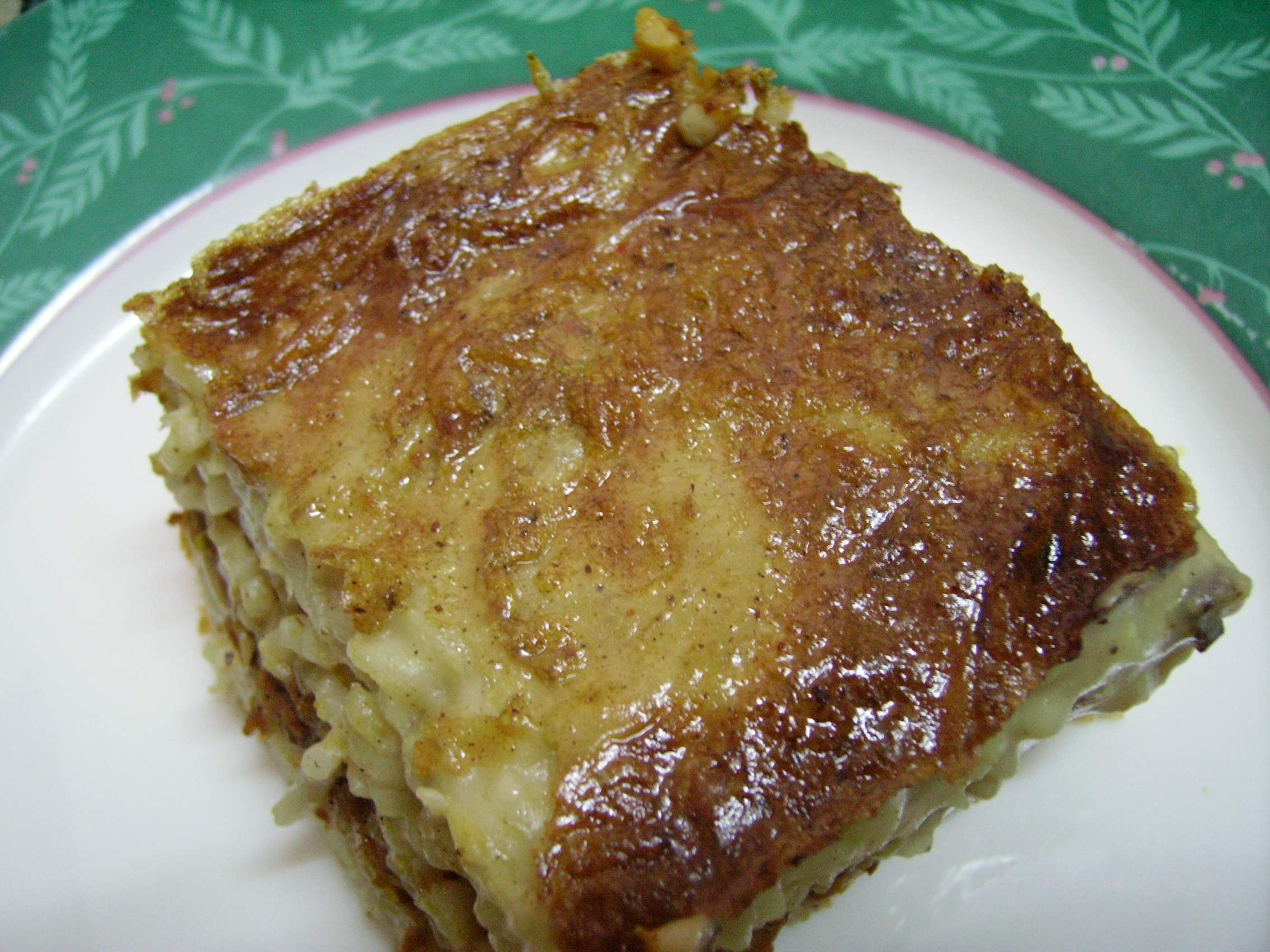
Macaronis Béchamel egiziani

La versione egiziana è nota come macaroni beschamel (arabo: المكرونة البشاميل, al-makarūnah al-bashāmīl). Tipicamente è preparata con pasta del tipo penne con uno strato intermedio di carne speziata, mista a cipolle e besciamella.

### Malta
A Malta, la preparazione locale è chiamata timpana, che a sua volta deriva probabilmente dal timballo e si cucina mescolando maccheroni parboiled, salsa di pomodoro, un piccolo quantitativo di carne trita di vitello, legati da uova crude e formaggio grattugiato. Il composto è cucinato al forno come ripieno di uno strato esterno di pasta da crostata.